# Ostadetheater
Ostade A'dam (voorheen Ostadetheater) is een intiem theater in Van Ostadestraat in de Amsterdamse Pijp. Ostade A'dam maakt het belang van theater voelbaar. In Zuid is Ostade A'dam het podium voor aantrekkelijk, artistiek, cultureel aanbod voor alle leeftijden. Ostade verbindt zich met de buurt middels verschillende projecten en zo met mensen met verschillende (culturele) achtergronden.
Ostade A'dam heeft zijn wortels in de kraakbeweging in de jaren tachtig, maar maakte het laatste decennium een professionaliseringsslag door. De huidige directeur is Mark Walraven. Daarvoor runden Eliane Attinger (nu artistiek leider Feikes Huis) en Kees Blijleven (nu directeur Jeugdtheater De Krakeling) het theater. 

## Prijzen
In het seizoen 2014 2015 werd het affiche van de voorstelling De Pijp in Oorlog, een ontwerp van Mariola Lopez en fotografe Monica Ragazzini, bekroond met de MullerVisual Theaterafficheprijs.